# なみだの季節
「なみだの季節」（なみだのきせつ）は、1974年9月1日に発売されたキャンディーズの4枚目のシングル。

## 解説
解散コンサート時点でのシングル売上は累計13万枚（CBS・ソニー調べ）。
曲の前半は、主旋律がソロでバックコーラスが2声和音、サビは主に3声和音とユニゾンである。デビュー曲の「あなたに夢中」以来続いてきた、和音を前面に出すサビはこの曲をもって一旦休止となった。さらに「あなたに夢中」からこの「なみだの季節」まで、スーがリードボーカル（センター位置）を務めていたが、次曲の「年下の男の子」から、リードボーカルはランに譲る事となった。
TV出演等では、ハンドマイクでの歌唱、スタンドマイクでの歌唱、スーがハンドマイクで歌唱し、ランとミキが1本のスタンドマイクでコーラスに参加するという3つのパターンがあった。
なお、「なみだの季節」のイントロに3回入るキラキラと輝くようなSEは、シングルとアルバムでミックスが異なっている。シングルでは3回とも左右に分かれて聞こえるようにミックスされているが、アルバムでは1回目が左、2回目が右、3回目が中央から聞こえるようにミックスされている。2008年9月3日にリリースされたCD-BOX『キャンディーズ・タイムカプセル』に収納された『なみだの季節』の紙ジャケット復刻盤には両ミックスが収録されている。また、現在CD化されているこの曲のカラオケバージョンはシングルバージョンのものである。

## 収録曲
- 両楽曲共に、作詞：千家和也／作曲・編曲：穂口雄右

1. なみだの季節（3分41秒）
2. 迷える羊（3分15秒）